# Meridian Hills
Meridian Hills és una població dels Estats Units a l'estat d'Indiana. Segons el cens del 2000 tenia 1.713 habitants.

## Demografia
Segons el cens del 2000, Meridian Hills tenia 1.713 habitants, 657 habitatges, i 509 famílies. La densitat de població era de 446,9 habitants/km².
Dels 657 habitatges en un 33,8% hi vivien nens de menys de 18 anys, en un 72% hi vivien parelles casades, en un 4% dones solteres, i en un 22,5% no eren unitats familiars. En el 19% dels habitatges hi vivien persones soles el 10,4% de les quals corresponia a persones de 65 anys o més que vivien soles. El nombre mitjà de persones vivint en cada habitatge era de 2,61 i el nombre mitjà de persones que vivien en cada família era de 3,01.
Per edats la població es repartia de la següent manera: un 27% tenia menys de 18 anys, un 3% entre 18 i 24, un 21,8% entre 25 i 44, un 30,5% de 45 a 60 i un 17,6% 65 anys o més.
L'edat mediana era de 44 anys. Per cada 100 dones de 18 o més anys hi havia 96,9 homes.
La renda mediana per habitatge era de 107.009 $ i la renda mediana per família de 114.458 $. Els homes tenien una renda mediana de 79.557 $ mentre que les dones 56.304 $. La renda per capita de la població era de 59.829 $. Cap de les famílies i el 0,2% de la població estaven per davall del llindar de pobresa.

## Poblacions més properes
El següent diagrama mostra les poblacions més properes.